# Mercury Messenger
Mercury Messenger es un cliente de mensajería instantánea multiplataforma desarrollado en Java. Contiene varias de las funciones básicas de este servicio de mensajería instantánea, desde mensajería simple hasta vídeo-conferencias.
Actualmente ha dejado de desarrollarse, siendo la última versión disponible 2.0 RC8.

## Servicio Live Messenger
Mercury Messenger adopta varias características del Windows Live Messenger:
- Envío de Mensajes Instantáneos
- Imagen para mostrar
- Transferencia de archivos
- Webcam
- Conversaciones de Audio (Fase Experimental y solo disponible en Windows y Linux)
- Emoticonos Personalizados
- Mensajes Personales
- Mostrar canción que se está escuchando
- Colores de Messenger Plus!
- Mensajes sin Conexión
- Guiños
- Zumbidos
- Juegos (Sólo Tres en raya disponible por el momento)
- Live Spaces (Experimental)
- Interoperabilidad con Yahoo! Messenger (Experimental)
- Clips de Voz (Solo en Windows y GNU/Linux)

## Interfaz
Mercury cuenta con una interfaz modificable a la cual se le pueden aplicar diferentes "skins" (pieles) y vistas.

### Skins
Los skins en Mercury usan el sistema Substance , pero también están disponibles skins Java, la más notable la de Mac OS X , que le da una interfaz acorde al sistema operativo.

### Vistas
Las vistas son un sistema único en Mercury: funcionan a través de un sistema HTML , lo cual permite tener diferentes vistas en la lista de contactos , en las conversaciones e incluso en las tarjetas de contacto.

## Extras
Además, Mercury cuenta con algunas características extra:
- Conversaciones por pestañas
- Lector RSS (Sería removido en 2.0)
- Iconos de Estado personalizados
- Conexión Vía Proxy (Experimental)
- Sistema de notificaciones Growl (Solo en Mac OS X)
- Capacidad para conectar más de una cuenta de manera simultánea
- Historial de conversaciones
- Completamente traducido al español (internacionalizado) y la variante español (Argentina)

## Desventajas
Algunas de las características de Mercury no son multiplataforma y sólo funcionan en Windows, GNU/Linux o Mac OS X, al ser dependientes de las bibliotecas creadas por terceros.

## Desarrollo actual
Actualmente Mercury se encuentra en la fase de desarrollo de su versión 2.0 , siendo esta lanzada en su versión "Alpha 2", que puede ser encontrada aquí (enlace roto disponible en Internet Archive; véase el historial, la primera versión y la última)..
Esta versión contiene muchos errores y no es recomendada para usuarios poco experimentados.
ACTUALIZACIÓN (diciembre 2011):
Mercury Messenger ha dejado de desarrollarse.